# Montalvão
Montalvão ist eine Kleinstadt (Vila) und Gemeinde in Portugal.

## Geschichte
Der Ort entstand im Zuge der Besiedlungspolitik zum Ende der portugiesischen Reconquista, als das junge Königreich Portugal weite Teile des Alentejo den Mauren abnahm. König Sancho I. gab das hiesige Gebiet dabei 1199 an den Templerorden. Die Templer siedelten hier vor allem Siedler aus Südfrankreich an, welche die hier entstehenden Ortschaften nach französischen Orten benannten, so auch Montalvão (von Montauban). Der Name der Kreisstadt Nisa (von Nizza, französisch: Nice) ist vermutlich so entstanden, ebenso Namen anderer Gemeinden des Kreises, etwa Arez (von Arles) und Tolosa (von Toulouse).
König D.Dinis ließ im 13. Jahrhundert hier eine Burg errichten, auf Grundlage der hier bereits bestehenden Befestigungen.
Montalvão erhielt 1512 Stadtrechte durch König Manuel I.
Es blieb Sitz eines eigenständigen Kreises, bis dieser 1834 aufgelöst und dem Kreis Nisa angegliedert wurde.

## Kultur und Sehenswürdigkeiten
Unter den Baudenkmälern der Gemeinde sind die mittelalterliche Burg Castelo de Montalvão, die 1933 eröffnete Stierkampfarena (port.: Praça de Touros), und das zweigeschossige Grundschulgebäude. Auch eine Reihe Sakralbauten sind in der Gemeinde denkmalgeschützt, darunter die Gemeindekirche Igreja Paroquial de Montalvão, nach ihrer Schutzpatronin auch Igreja de Nossa Senhora dos Remédios (dt.: Kirche Unserer Lieben Frau der Heilmittel) genannt. Das dreischiffige Gotteshaus wurde als gotischer Bau Ende des 13. Jahrhunderts bis Anfang des 14. Jahrhunderts errichtet und zeigt nach Umbauten vor allem im 16. Jahrhundert Merkmale des Barock und des Manierismus, so in den Altarretabeln.
Der historische Ortskern steht zudem als Ganzes unter Denkmalschutz.

## Verwaltung
Montalvão ist Sitz einer gleichnamigen Gemeinde (Freguesia) im Kreis (Concelho) von Nisa. In ihr leben 290 Einwohner auf einer Fläche von 124 km² (Stand 19. April 2021).
Folgende Ortschaften liegen in der Gemeinde:
- Montalvão
- Quinta da Fonte da Cereja
- Quinta da Fonte Feia
- Salavessa